# 페르십 반둥

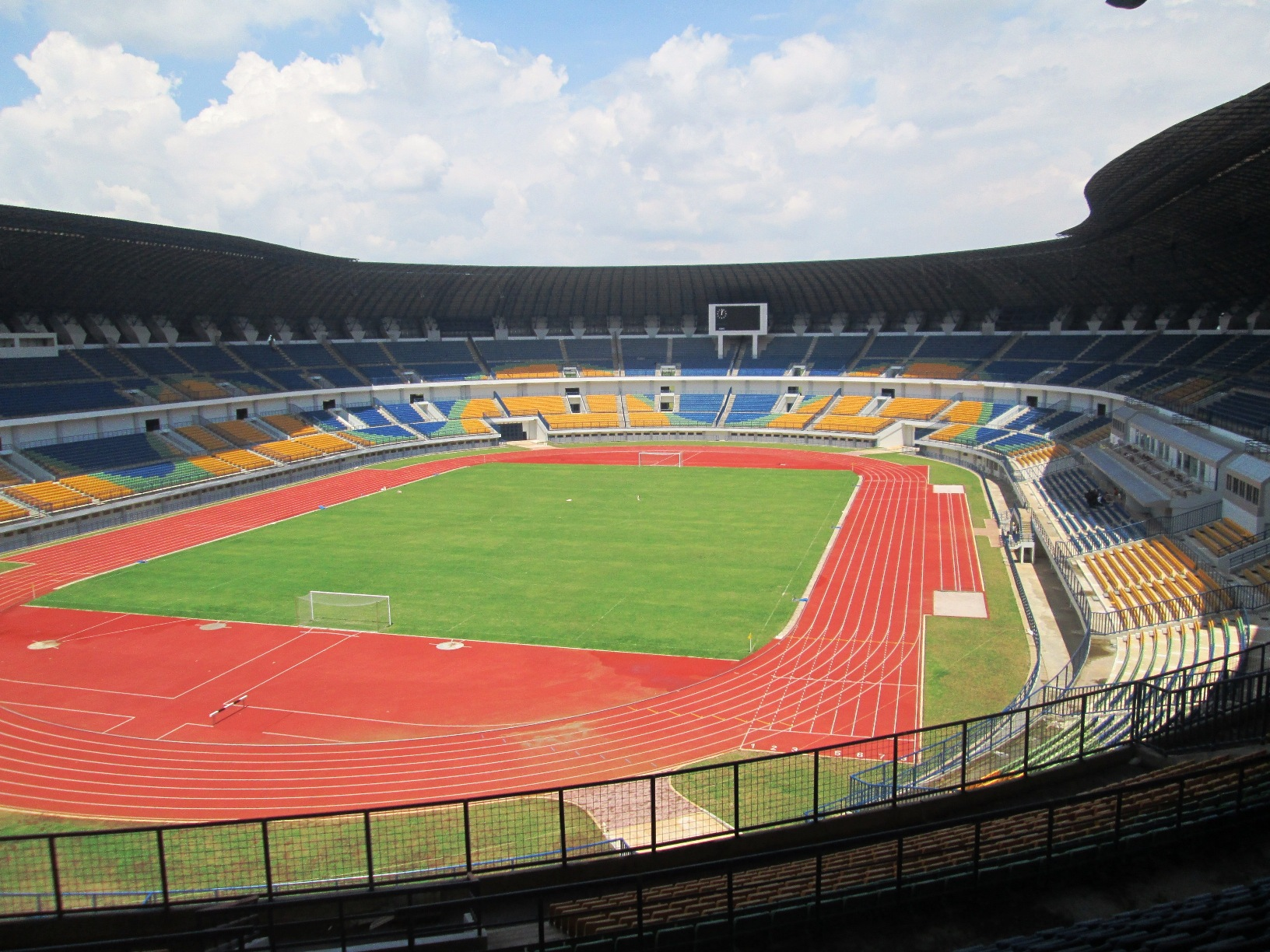

페르십 반둥(인도네시아어: Persib Bandung)는 인도네시아 반둥을 연고로 하는 축구 클럽이다. 이 팀은 1919년에 창단되었으며, 현재 인도네시아 슈퍼리그에 참가하고 있다.

## 선수 명단

### 현역
- 케빈 레이 멘도자(2023 ~ )
- 다비드 다 시우바(2021 ~ )
- 스테파노 벨트라메(2023 ~ )

## 역대 감독
| 감독        | 임기   |
| ----------- | ------ |
| 보얀 호다크 | 2023 ~ |

틀:페르십 반둥 선수 명단